# Coupe d'Europe des vainqueurs de coupe masculine de handball 1999-2000
Navigation
Coupe des Coupes 1998-1999 Coupe des coupes 2000-2001
La Coupe d'Europe des vainqueurs de coupe masculine de handball 1999-2000 est la 25e édition de la Coupe d'Europe des vainqueurs de coupe masculine de handball.
Organisée par la Fédération européenne de handball (EHF), la compétition est ouverte à 36 clubs de handball d'associations membres de l'EHF. Ces clubs sont qualifiés en fonction de leurs résultats dans leur pays d'origine lors de la saison 1998-1999. À noter qu'aucun club français ne participe à la compétition, les Spacer's de Toulouse, finaliste de la Coupe de France, n'ayant pas pu assurer sa participation dans les temps à cause de problèmes administratifs.
Elle est remportée par le club espagnol du Portland San Antonio, vainqueur en finale du club hongrois du Dunaferr HK.

## Résultats

### Premier tour
| Équipe 1             | Score   | Équipe 2     | Aller | Retour |
| -------------------- | ------- | ------------ | ----- | ------ |
| Vestmanna IF         | 38 – 49 | Dennis Turku | 25-27 | 13-22  |
| HRK Izviđač Ljubuški | 55 – 49 | HC Kehra     | 26-20 | 29-29  |
| Collège de Chypre    | 55 – 60 | HB Dudelange | 29-27 | 26-33  |

### Seizièmes de finale
| Équipe 1              | Score   | Équipe 2              | Aller | Retour |
| --------------------- | ------- | --------------------- | ----- | ------ |
| Kadetten Schaffhausen | 50 – 64 | Portland San Antonio  | 25-26 | 25-38  |
| Beşiktaş JK           | 41 – 50 | Steaua Bucarest       | 20-23 | 21-27  |
| AC Doukas             | 46 – 59 | CB Cantabria          | 21-25 | 25-34  |
| Madeira Andebol SAD   | 60 – 46 | Dennis Turku          | 35-20 | 25-26  |
| Prule 67 Ljubljana    | 57 – 43 | Switlotechnik Brovary | 32-22 | 25-21  |
| HRK Izviđač Ljubuški  | 45 – 48 | Drammen HK            | 24-22 | 21-26  |
| Wisła Płock           | 49 – 58 | RK Železničar Niš     | 27-23 | 22-35  |
| Arkatron Minsk        | 56 – 51 | HB Dudelange          | 27-25 | 29-26  |
| HK Lokomotiv Varna    | 37 – 52 | RK Pelister Bitola    | 20-21 | 17-31  |
| Pallamano Trieste     | 50 – 43 | Lūšis Kaunas          | 26-19 | 24-24  |
| Redbergslids IK       | 60 – 38 | ŠKP Bratislava        | 30-18 | 30-20  |
| Kolding IF            | 49 – 41 | Dinamo Astrakhan      | 25-21 | 24-20  |
| Emmen en Omgeving     | 35 – 53 | Dukla Prague          | 21-26 | 14-27  |
| RK Medveščak Zagreb   | 35 – 41 | TBV Lemgo             | 20-21 | 15-20  |
| HC Eynatten GOE       | 55 – 62 | PTA Vienne            | 31-25 | 24-37  |
| Maccabi Raanana       | 38 – 52 | Dunaferr HK           | 23-23 | 15-29  |

### Huitièmes de finale
| Équipe 1             | Score   | Équipe 2            | Aller | Retour |
| -------------------- | ------- | ------------------- | ----- | ------ |
| Portland San Antonio | 54 – 35 | Steaua Bucarest     | 25-18 | 29-17  |
| CB Cantabria         | 52 – 47 | Madeira Andebol SAD | 25-21 | 27-26  |
| Drammen HK           | 49 – 52 | Prule 67 Ljubljana  | 26-21 | 23-31  |
| RK Železničar Niš    | 69 – 47 | Arkatron Minsk      | 34-22 | 35-25  |
| RK Pelister Bitola   | 39 – 45 | Pallamano Trieste   | 21-19 | 18-26  |
| Kolding IF           | 51 – 38 | Redbergslids IK     | 26-15 | 25-23  |
| TBV Lemgo            | 49 – 47 | Dukla Prague        | 25-23 | 24-24  |
| Dunaferr HK          | 63 – 40 | PTA Vienne          | 36-21 | 27-19  |

### Quarts de finale
| Équipe 1             | Score   | Équipe 2           | Aller | Retour |
| -------------------- | ------- | ------------------ | ----- | ------ |
| Portland San Antonio | 60 – 50 | CB Cantabria       | 35-29 | 25-21  |
| RK Železničar Niš    | 48 – 55 | Prule 67 Ljubljana | 28-27 | 20-28  |
| Pallamano Trieste    | 45 – 46 | Kolding IF         | 26-22 | 19-24  |
| TBV Lemgo            | 42 – 46 | Dunaferr HK        | 26-23 | 16-23  |

### Demi-finales
| Équipe 1           | Score    | Équipe 2             | Aller | Retour |
| ------------------ | -------- | -------------------- | ----- | ------ |
| Prule 67 Ljubljana | 51 – 51* | Portland San Antonio | 27-28 | 24-23  |
| Kolding IF         | 41 – 50  | Dunaferr HK          | 19-22 | 22-28  |

* Le Portland San Antonio est qualifié selon la règle du nombre de buts marqués à l'extérieur.

### Finale
| Équipe 1             | Score   | Équipe 2    | Aller | Retour |
| -------------------- | ------- | ----------- | ----- | ------ |
| Portland San Antonio | 48 – 45 | Dunaferr HK | 28-19 | 20-26  |

## Les champions d'Europe
| Vainqueur de la Coupe d'Europe des vainqueurs de coupe 1999-2000 Portland San Antonio 1er titre |

L'effectif du Portland San Antonio était :
| Gardiens de but - Alexandru Buligan - Peter Nørklit (en) - Haritz García Pivots - Xabier Mikel Errekondo - Raúl Bartolomé | Ailiers - Ambros Martín - Óscar Mainer - Fernando Barbeito Demi-centres - Oleg Kisseliov - Álvaro Jáuregui | Arrières - Chechu Villaldea (es) - Alberto Martín - Jesús Olalla - Mateo Garralda - Mikhaïl Iakimovitch Entraîneur - Zupo Equisoain (es) |